# Consulado de Cargadores a Indias

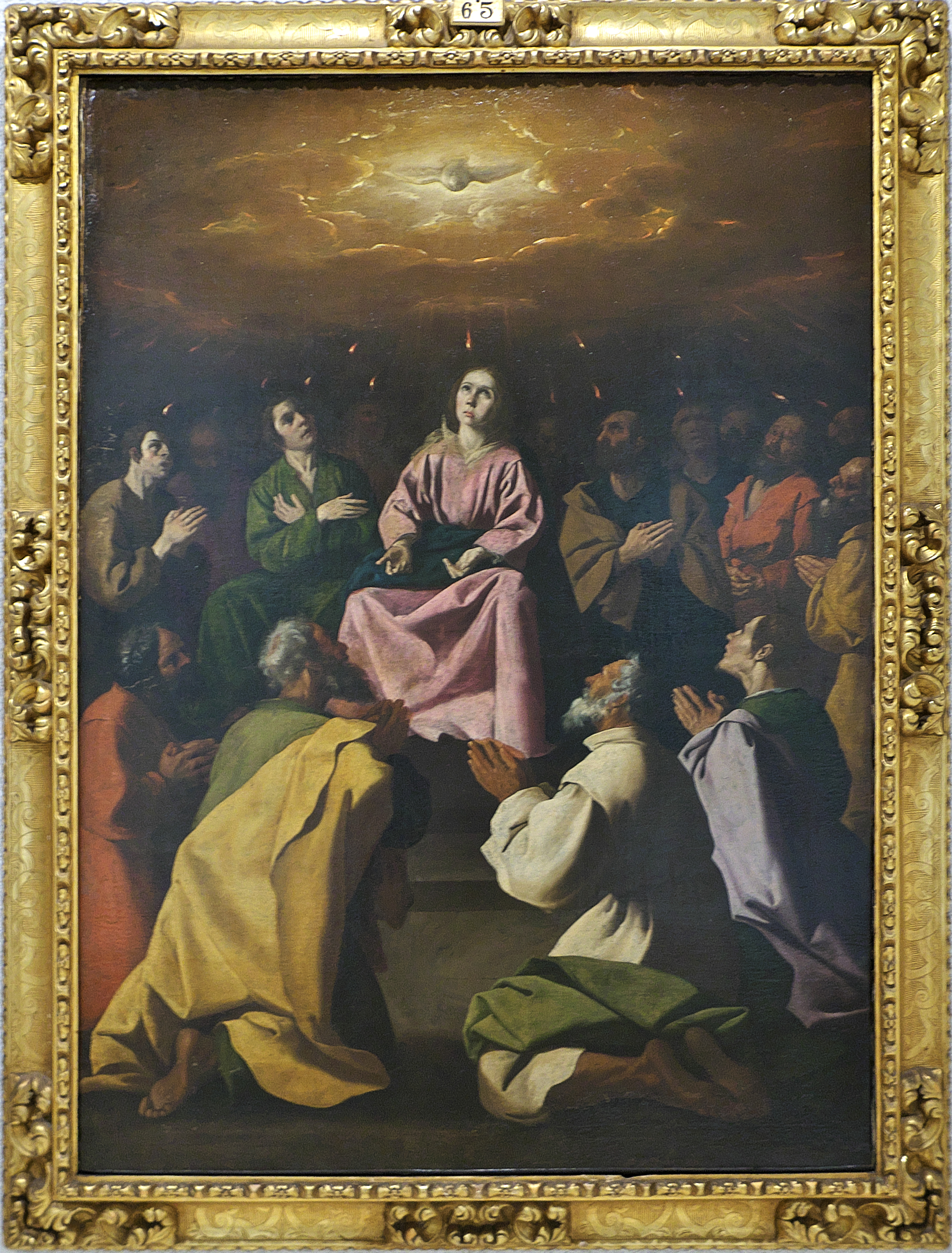
Pentecostés, de Francisco de Zurbarán. Lienzo encargado por el consulado hacia 1630 para presidir sus juntas. En la actualidad se encuentra en el Museo de Cádiz.

El Consulado de Cargadores a Indias fue un órgano con funciones judiciales, gremiales, mercantiles, administrativas y financieras de los que comerciaban con el Nuevo Mundo. Funcionó de manera paralela a la Casa de la Contratación de Indias. Fue fundado en 1543. Tuvo su sede en la Casa Lonja de Sevilla y, desde 1717, en Cádiz hasta el momento de su disolución en 1868.

## Los consulados del mar
La figura del consulado de mercaderes surgió en el Mediterráneo. Pisa, Génova y Venecia tuvieron esta institución a partir de los siglos XII y XIII.
La figura del consulado se extendió a diferentes ciudades de España, como Valencia desde 1283 y Burgos desde 1494.

## El Consulado en Sevilla
En 1503 los Reyes Católicos establecieron en Sevilla la Casa de la Contratación de Indias. Esta institución fiscalizaba todo lo relacionado con el comercio con las Indias, Canarias y Berbería, actuaba como escuela de pilotos y tenía funciones judiciales. Tenía su sede en el Alcázar.
En Sevilla existían los comerciantes de tienda abierta o de reventa y los comerciantes en grueso o al por mayor. Tras el descubrimiento de América en 1492 y la instalación en la ciudad de la Casa de la Contratación de Indias en 1503 surgió un tercer tipo de hombres de negocios, los cargadores a Indias, que eran comerciantes al por mayor que participaban regularmente en el mercado con Ultramar.
Se creó una "universidad de mercaderes" para el apoyo mutuo de los comerciantes que trataban con el Nuevo Mundo.
Los cargadores a Indias veían dilatarse sus litigios por el mucho trabajo que tenía la Casa de la Contratación y comenzaron a solicitar la implantación de un tribunal propio con jurisdicción restringida. Para ello presentaron un memorial firmado por Cebrián de Caritate.
El príncipe Felipe firmó en Valladolid una Real Provisión el 23 de agosto de 1543 para constituir un tribunal de comercio con el nombramiento anual de un prior y dos cónsules. Las ordenanzas del Consulado de Cargadores a Indias fueron aprobadas por Real Provisión del 14 de agosto de 1556.
La figura del consulado de mercaderes se exportó a América. En 1592 se fundó el Consulado de Comerciantes de México y en 1613 se constituyó el Tribunal del Consulado de Lima. En 1795 se crearon los consulados de Veracruz y Guadalajara.
Desde mediados del siglo XVI y durante las tres primeras décadas del siglo XVII hubo un mayor comercio entre Sevilla y el virreinato de Perú que el que hubo con el virreinato de Nueva España. De hecho, los miembros del consulado por estas fechas fueron llamados a veces "peruleros".
El gran mercader arquetípico había realizado varios viajes a América y había ejercido muchos años en el consulado como prior o cónsul. Desde la segunda mitad del siglo XVI y a lo largo de todo el siglo XVII muchos cargadores a Indias se construyeron grandes viviendas en Sevilla, cuidando tanto el interior como el exterior. La más famosa de estas casas, conservada como en el siglo XVII, es la de Tomás Mañara, padre del venerable Miguel Mañara, en la calle Levíes.

### La Casa Lonja
Como el consulado no tenía sede al momento de su fundación, las sesiones debían celebrarse en la de la Casa de Contratación.
El lugar utilizado por los comerciantes para llevar a cabo sus tratos eran las gradas de la catedral. En ocasiones los tratos o las campañas electorales de priores y cónsules celebradas a principios de cada año tenían lugar en interior de la propia catedral. El arzobispo, Cristóbal de Sandoval y Rojas, escribió quejándose de esto a Felipe II el 24 de abril de 1572. La carta tuvo el apoyo de Juan de Ovando, presidente del Consejo de Indias, que había sido provisor de la diócesis de Sevilla.
Felipe II escribió el 24 de mayo de 1572 una carta en el Monasterio de San Lorenzo de El Escorial dirigida al arzobispo de Sevilla, justificando la situación por la ausencia de un local. Ese mismo día escribió a la universidad de mercaderes comunicándoles su intención de construir una lonja. Finalmente, mandó una carta al alcalde de la cuadra de Sevilla, el licenciado Lara Buiza, sobre la posibilidad de construirlo en el entorno de la Casa de la Moneda y las Herrerías.
El 27 de agosto de 1572 Felipe II dio a conocer a estos mercaderes la ubicación definitiva de la lonja y les dejaba que colaborasen en su diseño. Una vez realizado el proyecto, el alcalde de Sevilla debía enviarlo a la Corte.
El 30 de octubre de 1572 la universidad de mercaderes y la Corona firmaron un escrito de capitulación sobre esto. La Corona se comprometía a ceder terrenos del Alcázar donde se encontraban las Herrerías, parte de la Casa de la Moneda y algunas casas aledañas para crear un edificio de planta cuadrada. También se establecía que los mercaderes nombrarían al personal para la obra que se financiaría por el "derecho de lonja", confirmado por el rey en Lisboa el 11 de julio de 1582, con el cual se establecía un impuesto a los productos que entraban y salían de la ciudad.
Entre 1572 y 1583 Juan de Herrera realizó un par de planos para la lonja, usándose finalmente el segundo. La ciudad propuso un proyecto de Asensio de Maeda, realizado en 1579, pero por decisión personal de Felipe II se escogió el de Herrera.
En noviembre de 1582 se estudió lo que se debía derribar y las obras comenzaron entre marzo y abril de 1583. El primer encargado de las obras, hasta finales de 1583, fue Juan de Ochoa. Su labor consistió en demoler inmuebles para empezar la construcción.
Juan de Minjares, que había colaborado con Juan de Herrera de 1576 y que conocía el estilo clásico, fue maestro mayor de la construcción desde finales de 1583 a 1599.
Juan de Minjares trabajó mientras en otros proyectos, por lo que fue fundamental en la construcción de la lonja la colaboración de los aparejadores que fueron, sucesivamente, Juan Bautista de Zumárraga, Juan de la Maestra y Alonso de Vandelvira.
En el dintel de la puerta central que hay en la fachada que da la catedral está inscrito el 14 de agosto de 1598 como comienzo del uso del edificio. La realidad es que ese año solo se concluyó ese lado de la fachada.
Alonso de Vandelvira fue aparejador en las obras de la lonja desde 1589 y, a mediados de 1600, fue nombrado su maestro mayor. Entre 1601 y 1609 las obras se ralentizaron por problemas económicos, aunque en 1604 se logró terminar otro lado del edificio, que daba a la plaza del Alcázar.
Tras un parón, las obras se reemprendieron en 1609, pero Vandelvira había adquirido otros compromisos. Fue sustituido por Miguel de Zumárraga. Este realizó modificaciones en el diseño, cambiando las techumbres de madera por bóvedas vaídas. El proyecto original contemplaba una puerta central en cada una de las cuatro fachadas, pero en 1611 el Consulado le pidió al maestro mayor que realizase dos puertas más a ambos lados de cada puerta principal.
Miguel de Zumárraga fue el que se encargó de la construcción de un crucero, conocido como Cruz del Juramento, rodeado por una reja de construida por Juan de Cerbigón. Se situó al norte del edificio y representa el cierre de tratos de palabra de los comerciantes.
Miguel de Zumárraga murió en 1630. Los siguientes maestros mayores fueron, sucesivamente, Marcos Soto, Juan Bernal de Velasco y, desde 1638, Pedro Sánchez Falconete.
Mientras se construía la Lonja, los mercaderes se reunían para sus juntas en una sala de la Casa de la Contratación y realizaban sus tratos en las gradas de la catedral.
La plaza de la Lonja fue el amplio entorno que circundaba el edificio de la Lonja en construcción, sobre todo sus fachadas norte, este y sur. En este espacio se encontraba la pila o fuente de Hierro. En 1609 el Consulado comenzó las obras para cercar este entorno con columnas unidas por cadenas pero, en febrero del mismo año, el cabildo catedralicio quiso detenerlas. Finalmente, se llegó a un acuerdo el 31 de agosto de 1609, según el cual estas columnas serían provisionales y las cadenas podrían abrirse para facilitar el paso de procesiones. También se retrotrajeron las columnas con cadenas, situándose más lejos de la fachada de la catedral. De este modo, quedó cercada la plaza de la Lonja.
Las obras de construcción finalizaron en 1646.

## Funciones
Para comerciar con el Nuevo Mundo era preciso estar matriculado en el consulado.
Desde el principio el consulado defendió su independencia judicial con respecto a la Audiencia de Sevilla y a la Casa de Contratación. El tribunal del consulado contaba un prior y los cónsules.
Las ejecuciones de las sentencias se llevarían a cabo por medio del ejecutor y del alguacil de la Casa de Contratación.
Con las ordenanzas de 1556 el tribunal del consulado pasó a tener también un letrado asesor, un portero que asistía a las audiencias, un solicitador de causas y un alguacil mayor. Más tarde tuvieron un asesor de cartas y, cuando la lonja empezó a construirse, tuvieron un alcaide de la misma.
El consulado tenía, al margen del tribunal, sus tenientes, un síndico, un secretario, un contador y un tesorero. Su función era convocar las juntas, administrar los propios y rentas, arbitrar préstamos o donativos a la corona, firmar asientos, realizar operaciones financieras, intervenir en las flotas y velar por los intereses del comercio.
Para financiar la construcción de la Casa Lonja, el consulado contó con el impuesto de lonja, recaudado por la Aduana de Sevilla sobre bienes que entraban o salían de la ciudad. El edificio sevillano se terminó en el siglo XVII, pero el impuesto de lonja continuó cobrándose hasta bien entrado el siglo XIX, cuando el consulado se encontraba ya en Cádiz.
La avería consistía en un capital con el que se pagaba a una armada que protegía a los barcos mercantes. Se aplicó por primera vez en el comercio con el Nuevo Mundo en 1521, por petición de los mercaderes sevillanos. Para evitar fraudes, desde finales del siglo XVI el Estado, por medio de la Casa de Contratación, empezó a contratar el asiento de avería con unos asentistas que cobraban por el cargamento. En 1591 tuvo lugar el primer asiento de avería con el consulado. En la primera mitad del siglo XVII se concertaron asientos de aduana periódicos, controlados por el consulado.
En 1624 un comerciante de Panamá, Cristóbal de Balbas, hizo una denuncia por un fraude en la flota de ese año. Entonces, el consulado creó el impuesto de Balbas. Se aumentó el uno por ciento y, más adelante, el uno y medio por ciento el impuesto de avería para cubrir un préstamo de 400 000 ducados que se hizo al rey en 1625 para pagar parte del coste de una armada del océano Pacífico y otro préstamo de 206 000 ducados del pago de un indulto para evitar la multa que podría haber ocasionado la denuncia del panameño. Los legitimados en el litigio de Balbas vieron satisfechos sus intereses económicos en 1785.
En 1632 se creó el impuesto de infantes, que gravaba con un uno por ciento a través de la Aduana de Sevilla todo lo que entrase por mar y por tierra y todo lo que saliese por mar para el sostenimiento de 500 soldados de infantería. El impuesto se concibió como temporal y debía terminar en 1638, pero el consulado realizó un préstamo a la corona y consiguió la perpetuidad del impuesto y su administración. Con él se creó una renta fija sobre la que se vendieron juros a perpetuidad a aquellos que prestaron su dinero para la corona.
En 1637 se creó el impuesto de toneladas, con un uno por ciento sobre el de avería para destinarlo a la fábrica de barcos de guerra. La Casa de la Contratación gestionaba este dinero en nombre del rey. En 1645 la corona pidió que el consulado le sirviera con 200 000 ducados para la guerra en Cataluña y lo facultó a que se cobrase el dinero del uno por ciento del impuesto de Toneladas, que pasó a ser gestionado por el consulado.
En 1660 se suprimió el impuesto de avería. Tras cesar este impuesto, cesó también el de Balbas y el de toneladas, quedando el consulado solo con el impuesto de la lonja y el de infantes.
Mediante requisas de plata, pago por indultos, préstamos y donativos este consulado aportó a la corona 1 255 500 pesos en el siglo XVI y unos 25 millones de pesos en el siglo XVII.

## Traslado a Cádiz

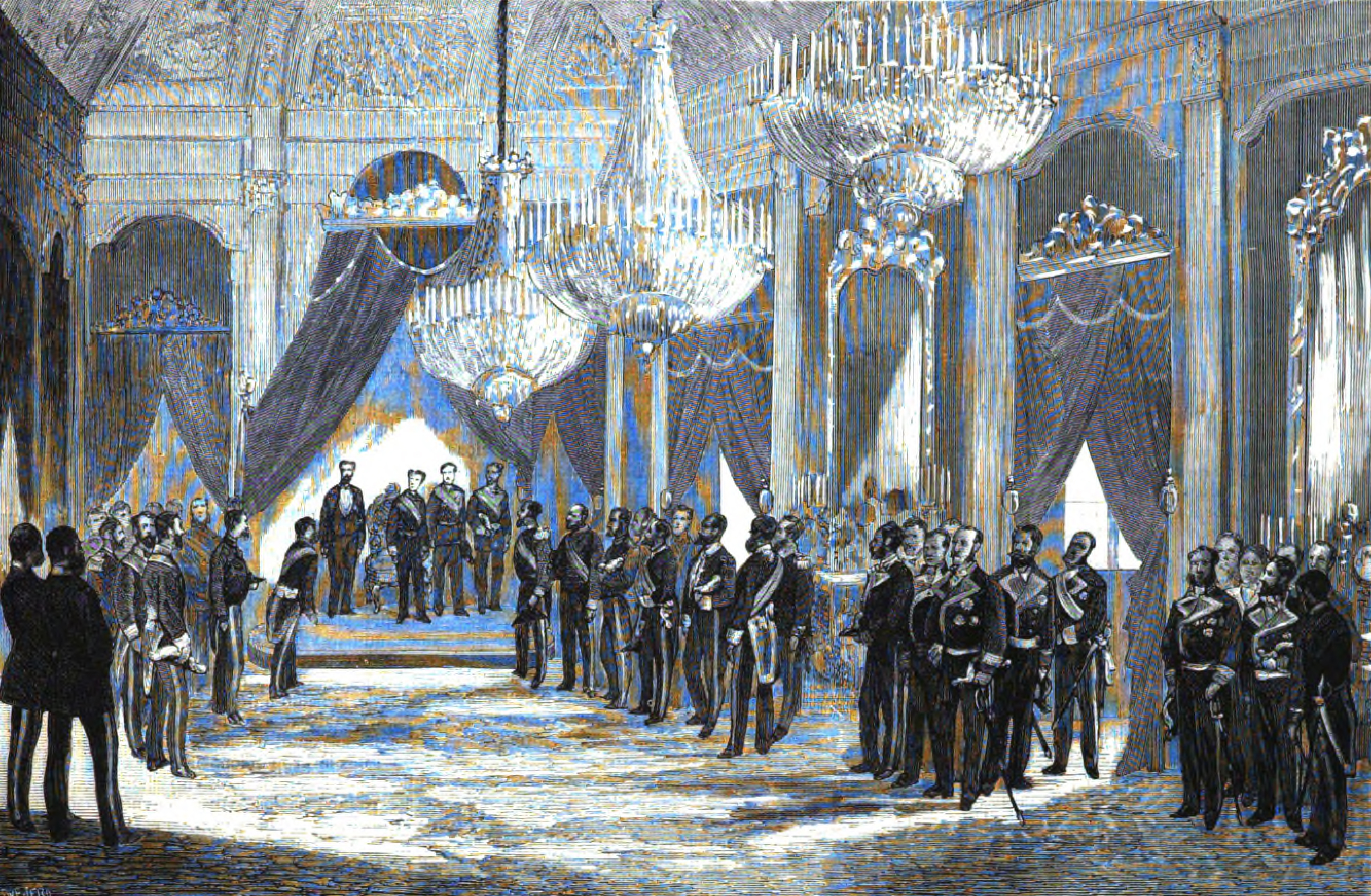
Recepción del rey Alfonso XII en el Palacio de la Aduana de Cádiz en 1877.

En 1680 se fijó la cabecera de las flotas de Indias (es decir, su arribo y descarga) en Cádiz.
Por Real Orden del 12 de mayo de 1717 del rey Felipe V, dada en el Palacio Real de la Granja de San Ildefonso, la Casa de la Contratación de Indias y el Consulado fueron trasladados a Cádiz. La Casa de la Contratación se instaló en una casa arrendada al conde de Alcudia y, en 1772, se trasladó a una casa perteneciente al marqués de Torresoto.
En Sevilla se creó una Diputación de Comercio, con sede en la Casa Lonja.
En su Real Orden, Felipe V dispuso que el consulado tuviera tres cónsules, dos de los cuales pertenecían a Sevilla y uno a Cádiz. Se dispuso posteriormente que las elecciones para dichos miembros se celebrasen en Sevilla y que, de los 30 electores, 20 fueran de Sevilla y 10 de Cádiz. El cargo de prior estuvo hasta 1743 en manos de un cargador a Indias de Sevilla. En 1739 se publicaron las Ordenanzas para el prior y cónsules de la universidad de los mercaderes de la ciudad de Sevilla.
En 1744 se nombró en el consulado el primer prior de Cádiz y se rebajó de 20 a 10 el número de electores sevillanos.
El 24 de noviembre de 1784 se creó por Real Cédula otro consulado en Sevilla: el Consulado Marítimo y Terrestre de la Ciudad de Sevilla y Pueblos de su Arzobispado que sustituyó a la Diputación de Comercio.
En el siglo XVIII la ciudad de Cádiz realizó obras en su puerto, multiplicó el número de almacenes y erigió, entre 1770 y 1784, un gran Palacio de la Aduana. Se proyectó que este edificio se complementara con otros dos semejantes para las sedes de la Casa de la Contratación y del consulado de Cádiz, pero ninguna de estas dos últimas obras se realizó.
La ciudad de Cádiz y otros municipios de su provincia, como El Puerto de Santa María y Sanlúcar de Barrameda, contaron con grandes viviendas construidas en los siglos XVII y XVIII que fueron propiedad de cargadores a Indias.
El 18 de julio de 1790 se suprimió la Casa de la Contratación de Indias y algunas de sus funciones fueron asumidas por el consulado de Cádiz.
En el siglo XIX el comercio gaditano entró en declive. En una de las actas del consulado, de 1828, se dice:

Siendo esta ciudad la más recargada de derechos e impuestos municipales para mantener el hospicio, hospital de mujeres, cuna y otros establecimientos públicos y habiendo desaparecido el comercio, único recurso de esta plaza, se hallan sus habitantes tan agobiados y es tan difícil su subsistencia que rápidamente se va despoblando, contando hoy más de una quinta parte de sus edificios vacíos y cerrados

En 1829 se publicó el primer Código de Comercio de España, quedando reducido el consulado a ser un tribunal de justicia. Las funciones administrativas de los consulados fueron asumidas por la Real Junta de Comercio.
Mediante el Decreto-Ley de 6 de diciembre de 1868, firmado por el ministro Antonio Romero Ortiz, conocido con el nombre de Ley de Unificación de Fueros, se suprimió toda jurisdicción independiente. Entonces desaparecieron los consulados de mercaderes.